# Helgoland

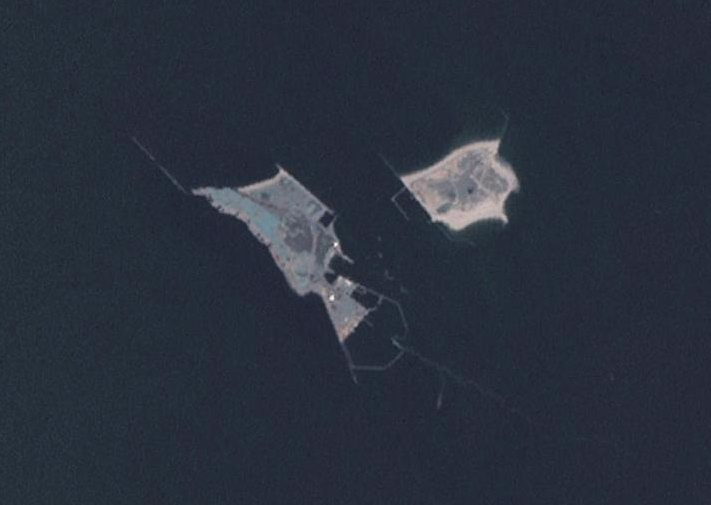
Satelitní snímek ostrovů (NASA, 2005)

Helgoland je malé souostroví v Severním moři, které je součástí Německa. Souostroví má celkovou rozlohu 4,2 km², hlavní ostrov má rozlohu přibližně 1 km² a okolo 1650 obyvatel, z nichž většinu tvoří Frísové.[zdroj?]

## Historie

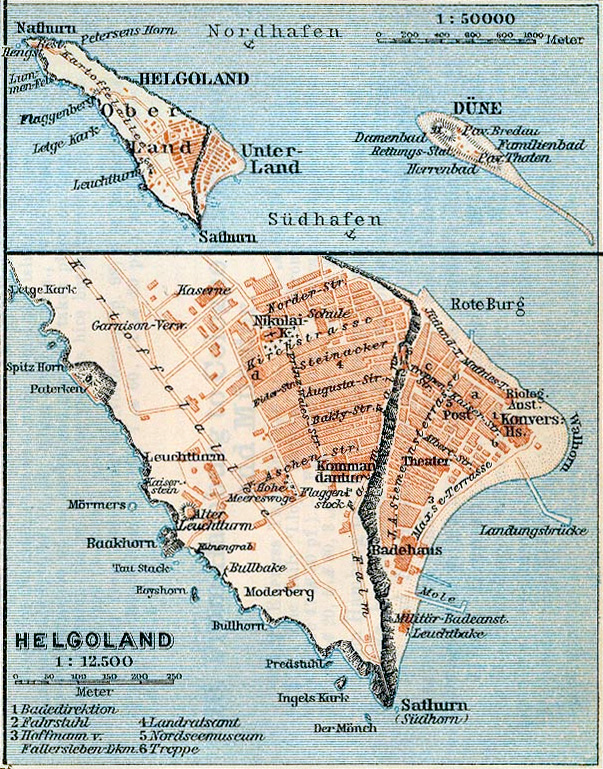
Mapa ostrovů (1910)

V minulosti byl Helgoland součástí Šlesvicka patřícího Dánsku a od roku 1807 Velké Británii. V roce 1890 přešel dle Helgoland-zanzibarské smlouvy na Německo výměnou za Zanzibar.
Po skončení II. světové války byl ostrov cílem cvičných britských náletů. V roce 1952 se zde usídlilo civilní obyvatelstvo.

## Poloha
Helgoland se nachází v oblasti Pinnenberg ve spolkové zemi Šlesvicko-Holštýnsko. Hlavní ostrov sousedí s ostrovem, kterému se říká Duna a který je takto označován především proto, že vypadá jako písečná pláž. Oba ostrovy jsou chráněnou přírodní oblastí. Helgoland je velký přibližně 2 km² a přilehlá Duna asi 0,7 km², přesná poloha ostrova je 54°11' severní šířky a 7°53' východní délky. Na severozápadě ostrova se nachází symbol celého Helgolandu, je to skalnatý výběžek a říká se mu „Dlouhá Anna“.

## Pamětihodnosti

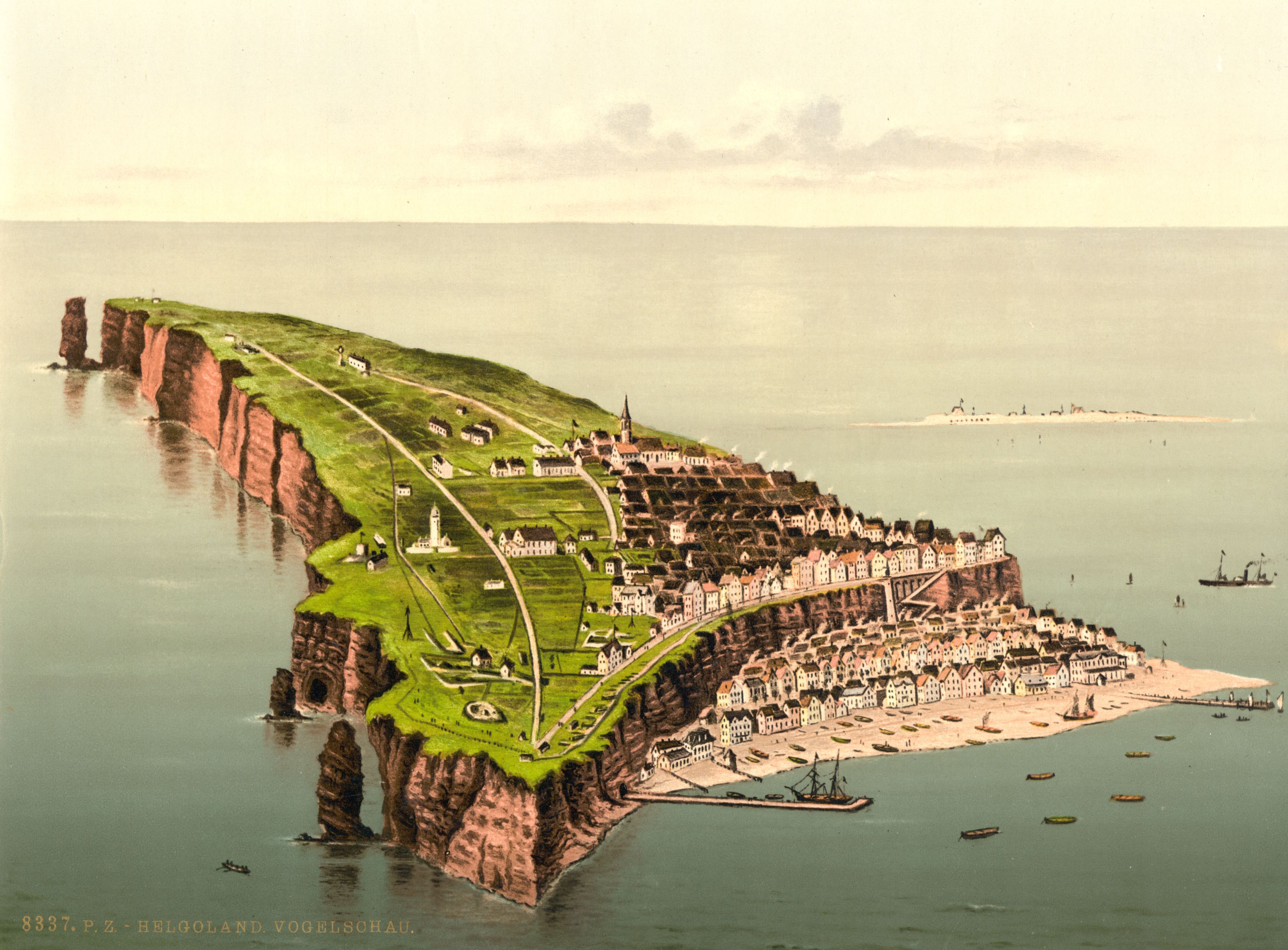
Pohled z ptačí perspektivy, Helgoland, c. 1890–1900

Velmi zajímavě je postavena místní vysílací věž, je to příhradová stavba s trojúhelníkovým průřezem, která je ještě navíc jištěná pomocí kotevních lan. Nedaleko retranslační věže se nachází maják. Majákem je však až od roku 1952, v 2. světové válce byla jeho stavba koncipována jako věž pro protiletadlová děla. Tento maják je vybaven jedním z nejsilnějších světel, při dobré viditelnosti ho lze vidět až na Východofríských ostrovech, dosahuje viditelnosti až 77 780 metrů. Na ostrově se nachází asi 400 m podzemních prostor, které měly dříve sloužit jako bunkry. Přesný počet a délka však dosud není znám. V severní části ostrova se nachází kostel Sv. Mikuláše, jehož vnitřní zařízení pochází částečně ještě z původního ostrovního kostela. Kostel je návštěvníkům zpřístupněn. V dolní části ostrova v blízkosti přístavu se nachází vodárna, která z mořské vody vyrábí vodu pitnou. Cena pitné vody je na Helgolandu čtyřikrát vyšší než na pevnině.

## Doprava
Během turistické sezóny (duben – září) plují z pevniny na Helgoland tzv. lázeňské mořské lodě nebo rychlejší katamarány. Nejdůležitější přístavy pro spojení s Helgolandem jsou Büsum, Cuxhaven, Bremerhaven a Wilhelmshaven. Turisté mohou využít i spoj z Hamburku či Syltu. V zimním období (od října do března) pluje k Helgolandu jen jediná loď, jmenuje se „Funny girl“ a připlouvá z přístavu Cuxhaven, všechny ostatní lodě jsou mimo provoz. Plavba v této sezóně není nijak příjemná a může být i nebezpečná a toto spojení využívají především obyvatelé Helgolandu nebo jejich příbuzní. Na Helgoland lze také letět, neboť na ostrůvku Duna je vybudováno malé letiště. Let trvá přibližně 20–30 minut a nabízí ho letecká společnost OLT z měst Bremerhaven, Büsum a Hamburk. Na Helgoland nesmí být podle zákona dovážena žádná vozidla ani kola. Používat vozidlo zde smí pouze policie, záchranná služba, celní správa a hasiči. V zimních měsících je pro kola udělena výjimka dětem a mladistvým.

## Turismus
Obyvatelé Helgolandu žijí především z příjmů v turistické oblasti. Na Helgolandu jsou duty free shopy, řemeslné výrobny i vědecké instituce (Biologický ústav Helgoland zkoumá život v moři, Ornitologický ústav se zabývá životem ptáků v této oblasti). Helgoland může být označen jako mořská lázeňská oblast. Turistům je zde k dispozici 2000 lůžek, a to jak v privátním ubytování, penzionech, tak i v hotelech.
Přestože se někdy objevují opačné informace, ostrov je součástí schengenského prostoru, pouze má výjimku z jednotného prostoru DPH, což umožňuje existenci duty free shopů.

## Poštovní známky
Do roku 1867 zde platily známky poštovního úřadu Hamburku, poté byly dány do prodeje známky definitivně označené nápisem HELGOLAND. Bylo jich vytištěno 20 s portréty či znaky, v německé i britské měně. Později zde poštovní služby převzala britská pošta a na známkách vytištěných v Berlíně se objevily portréty královny Viktorie. Emisní činnost pro Helgoland skončila roku 1889.

## Kulturní odkazy
Ostrov je dějištěm poněkud cynické Nerudovy básně Romance helgolandská (ze sbírky Balady a romance).